# 부산 덕포동 화물열차 탈선 사고
부산 덕포동 화물열차 탈선 사고는 1980년 4월 20일 오후 4시 30분쯤 부산시 (현 부산광역시) 북구 덕포동 경부선 구포역 ~ 사상역(서울역 기점 431km)에서 화물열차가 탈선하여 화차 26량 중 14량이 선로를 이탈, 그중 7량이 전복되어 황산 50여톤이 누출된 사고이다.

## 개요
탈선한 화물열차는 화차 26량(유개차 17량, 무개차 1량, 조차 7량, 차장차 1량)을 편성하고 부산진역을 떠나 서울 용산역으로 가던 화물열차 제1002열차이다. 이 열차가 사고 지점에 이르자 상행선 오른쪽 레일 1m 24cm가 갑자기 뒤틀리면서 화차가 오른쪽으로 기울어지며 앞에서부터 10번째부터 23번까지의 14량이 탈선되고 그 중 7량이 전복되었다. 사고원인은 공사비를 줄이기 위해 표준용접봉 대신에 강도가 낮은 용접봉을 사용해 레일과 레일을 연결하는 부분의 땜질 부실이었던 것이다.

## 피해
이 사고로 현장 인근의 주민 20여 명이 황산 가스에 중독되어 호흡장애를 일으키거나 화상을 입어 병원으로 이송되었고 200여 명이 구토나 복통을 호소하였다.
열차가 탈선하는 충격으로 상행선 레일 40여m가 튕겨 나가 하행선 레일마저 휘어버려 상하행선이 모두 불통되었으며, 이 사고로 황산이 50여t 누출되어 인근을 오염시켰다. 탈선한 기관차는 차체가 손상되어 1980년 7월 14일 폐차 발령되었다.